# Belecker Sturmtag
Der Belecker Sturmtag erinnert an den Angriff Soester Truppen auf die Stadt Belecke im Jahr 1448 während der Soester Fehde. Das sich darum entwickelnde Brauchtum wurde 2022 in die Liste des immateriellen UNESCO-Kulturerbes auf der Ebene des Landes Nordrhein-Westfalen aufgenommen.

## Ereignisse
Das Ereignis selbst war für den Kriegsverlauf völlig unbedeutend. Der tageweise Angriff auf Städte des Herzogtums Westfalen durch Soester oder verbündete Truppen gehörte zur Kriegspraxis. Davon betroffen waren vor allem Orte in Grenznähe. Im Jahr 1446 wurde die Stadt Neheim eingenommen und gebrandschatzt. Besonders die Orte in der Nähe des Hellwegs wie Belecke, Warstein, Rüthen oder Kallenhardt litten oft mehrmals unter derartigen Angriffen. Belecke war von Raubzügen vor der Stadt oder Angriffen allein achtmal betroffen.
Am 7. Mai 1448 zu Pfingsten griffen die Soester die Stadt erneut an. Mit Hilfe von Sturmleitern versuchte die etwa hundert Mann starke Soester Truppe die Stadt zu erstürmen. In Belecke wurden zur Abwehr sämtliche Einwohner, auch Frauen und Kinder, mobilisiert, um Steine zu schleppen oder Wasser zu erhitzen. Angeblich wurden auch Bienenkörbe zur Abwehr eingesetzt. Die Angreifer zogen sich daraufhin zurück. Sie hatten zwei Tote zu beklagen. Auf Belecker Seite fiel Bürgermeister Wilke. Auf dem Rückweg zerstörten die Soester noch das Haus Welschenbeck. Die Soester sollen die mitgenommene Schützenstange bis 1815 in St. Patrokli aufbewahrt haben. Die Belecker bewahrten bis zum Stadtbrand 1805 eine eroberte Fahne.

## Brauchtum
Auch wenn andere Ereignisse in der Stadtgeschichte folgenschwerer waren – wie die Pest 1599, die Übergriffe von Christian von Braunschweig-Wolfenbüttel während des Dreißigjährigen Krieges oder der Stadtbrand von 1805 –, entwickelte sich aus dieser Episode kurz nach den Ereignissen ein Brauchtum, das bis heute mit gewissen Änderungen praktiziert wird.
Die Einwohner schworen nach den Ereignissen, diesen jedes Jahr durch einen Gottesdienst zu gedenken. Ende des 19. Jahrhunderts stellte sich der Ablauf so dar, dass frühmorgens Böllerschüsse die Einwohner weckten. Kurz darauf fand ein feierliches Hochamt mit einer Prozession um die Kirche statt. Am Grab des Bürgermeister Wilke hielt der Priester eine Predigt.
In der Gegenwart wird der Sturmtag am frühen Morgen mit Böllerschüssen der Sturmtagskanoniere eröffnet. Das Hochamt wird seit einigen Jahren im Wechsel mit einem ökumenischen Gottesdienst am Abend begangen. Danach zieht ein Festzug durch den Ort. Anschließend findet eine Festveranstaltung in der Schützenhalle statt, in deren Verlauf seit 1989 ein Bürgermeister-Wilke-Preis verliehen wird.